# Piece by Piece (película)
Piece by Piece (Pieza por pieza en español) es una película de comedia dramática musical biográfica animada estadounidense dirigida por Morgan Neville. Cuenta la historia de la vida y carrera del músico estadounidense Pharrell Williams (que protagoniza, coproduce y aporta música original) al estilo de la animación Lego. Una coproducción entre The Lego Group, I Am Other y Tremolo Productions, siendo la quinta película cinematográfica de Lego. Estará protagonizada por Pharrell Williams, y contará con la aparición de artistas como Gwen Stefani, Kendrick Lamar, Timbaland, Justin Timberlake, Busta Rhymes, Jay-Z, Snoop Dogg y demás artistas por confirmarse.
La película Piece by Piece se estrenó en cines el 11 de octubre de 2024, distribuida por Focus Features en los Estados Unidos y Universal Pictures a nivel internacional.

## Elenco de voces
- Pharrell Williams como él mismo
- Morgan Neville como él mismo
- Gwen Stefani como ella misma
- Kendrick Lamar como él mismo
- Timbaland como él mismo
- Justin Timberlake como él mismo
- Busta Rhymes como él mismo
- Jay-Z como él mismo
- Snoop Dogg como él mismo
- N.O.R.E cómo el mismo
- Thomas Bangalter cómo el mismo
- Guy-Manuel cómo el mismo

El 6 de junio de 2024, Focus Features y Williams revelaron el primer avance de la película. Presenta a Williams y al director Neville en una entrevista al estilo de animación de Lego, que luego pasa a Williams narrando los aspectos más destacados de su carrera.